# Minabea agilis
Minabea agilis is een zachte koraalsoort uit de familie Alcyoniidae. De koraalsoort komt uit het geslacht Minabea. Minabea agilis werd in 1970 voor het eerst wetenschappelijk beschreven door Tixier-Durivault. 